# 이소라 (가수)
이소라(李素羅, 1969년 12월 29일~)는 대한민국의 가수이자 작사가이고, 1991년에 재즈 보컬 음악 그룹 낯선 사람들의 구성원으로 데뷔했다.

## 생애
1991년, "낯선 사람들"의 멤버로 활동하며 정식으로 음악 활동을 시작했다. 이후  김현철과의 듀엣곡 〈그대 안의 블루〉를 불러 한국 대중들에게 존재를 알렸으며,  김현철이 제작을 맡은 첫 앨범에서 〈난 행복해〉가 당시 대표 음악 프로그램이었던 가요톱10에서 3주 연속 1위를 차지했고,(1995년 12/13, 12/20, 1996년 1/3) 예상치 못한 히트를 하면서 활발하게 활동을 하게 됐다.
정규 앨범 1집 《이소라 vol.1》의 성공 이후 당시 댄스 음악 장르가 독점하고 있던 TV 방송에서 거의 유일하게 가수들의 음악적인 실력을 보여줄 수 있었던 KBS 2TV 《이소라의 프로포즈》를 1996년 10월 19일부터 5년 5개월간 진행했다. 이 프로그램은 많은 실력파 가수들을 소개한 무대였다.
2004년 발표한 6집 앨범 《눈썹달》로 한국대중음악상의 2005년 '올해의 음악인(여자)' 상을 수상했다. 이 앨범은 경향신문과 웹진 가슴이 선정한 '한국대중음악 100대 명반'에 포함됐다. (공동 93위)
2001년 4월부터 2006년 4월까지 MBC FM4U 《이소라의 음악 도시》의 DJ를 맡았고, 2008년 4월부터 2009년 4월까지 MBC FM4U 《오후의 발견》을 진행했다. 2011년 3월 6일부터 2011년 6월 12일까지 MBC 《우리들의 일밤》의 코너 〈나는 가수다〉에 출연했다. 또 2011년 4월 26일부터 2012년 8월 7일까지 KBS Joy 채널에서 《이소라의 두 번째 프로포즈》를 진행하였다.
또한 2013년 4월부터 12월까지 KBS 제2라디오에서 《이소라의 메모리즈》를 진행했다. 8집은 2014년 4월 11일 발매되었다. 향후 베스트 음반도 낼 것으로 알려졌다.

## 학력
- 명지초등학교 졸업
- 서울문영여자중학교 졸업
- 동명여자고등학교 졸업
- 인천대학교 산업디자인과

## 음반

### 정규 앨범
1. 《이소라 vol.1》(1995)
2. 《영화에서처럼》(1996)
3. 《슬픔과 분노에 관한》(1998)
4. 《꽃》(2000)
5. 《SoRa's 5 Diary》(2002)
6. 《눈썹달》(2004)
7. 《이소라 7집》(2008)
8. 《8》(2014)
9. 《그녀풍의 9집》(2016)

### 베스트 앨범
- 《이소라 Best》(1999년 11월 22일)

### 라이브 앨범
- 《이소라 Live》(2001)

### OST, 참여 앨범
- 영화 《그대안의 블루》, 《네온 속으로 노을지다》
- 드라마 《프로포즈》, 《서울 1945》, 《식객》, 《친구 우리들의 전설》, 《이웃집 웬수》, 《가시나무새》
- 음반

- 김장훈 4집 - 〈사노라면〉
- 김현철 키즈팝 앨범 - 엄마의 자장가
- 낯선 사람들 1집
- 박효신 4집 〈그 흔한 남자여서〉, 〈Hey U Come On〉 작사
- 베이시스 3집 - 〈Poison (毒)〉
- 스윗소로우 3집 - 〈VIVA!〉
- 유재하 추모 앨범 - 〈그대와 영원히〉, 〈다시 돌아온 그댈 위해〉
- 이문세 10집 - 〈장난인 줄로만 알았지〉
- 이문세 12집 - 〈슬픈 사랑의 노래〉
- 이문세 Best (99년) - 〈이별 이야기〉
- 정재형 2집 - 〈진주 귀걸이를 한 처녀〉 작사
- 조규찬 1집 - 〈난 그댈 보면서〉, 〈그대 내게〉
- 조규찬 9집 - 〈WOW〉
- 코나 1집 - 〈우리의 밤은 당신의 낮보다 아름답다〉
- 타블로 1집 - 〈집〉
- 한상원 2집 - 〈Kiss〉
- Hue - 〈그네〉
- 《나는 가수다》 - 〈너에게로 또 다시〉, 〈나의 하루〉, 〈No.1〉, 〈사랑이야〉, 〈주먹이 운다 (With 소울 다이브)〉, 〈행복을 주는 사람〉, 〈슬픔 속에 그댈 지워야만 해〉
- 외 다수의 앨범 참여

### 리메이크 앨범
- 《My One and Only Love》(2010년)

## 수상 목록
- 2019년 Mnet 엠넷 아시안 뮤직 어워즈 베스트 컬래버레이션 수상 (ft. 방탄소년단 슈가)

### 가요 프로그램 1위
| 연도            | 수상 내역 (총 9회) |
| --------------- | --- |
| 1995년 (총 6회) | - 난 행복해 (총 6회) - 12월 8일 MBC 《인기가요 BEST 50》 1위 - 12월 13일 KBS 《가요톱텐》 1위 - 12월 15일 MBC 《인기가요 BEST 50》 1위 (2주 연속) - 12월 17일 SBS 《TV 가요 20》 1위 - 12월 20일 KBS 《가요톱텐》 1위 (2주 연속) - 12월 24일 SBS 《TV 가요 20》 1위 (2주 연속) |
| 1996년 (총 1회) | - 난 행복해 (총 1회) - 1월 3일 KBS 《가요톱텐》 1위 (3주 연속) |
| 1997년 (총 2회) | - 기억해줘 (총 2회) - 2월 22일 MBC 《인기가요 BEST 50》 1위 - 3월 8일 KMTV 《쇼 뮤직탱크》 1위 |

## 출연

### 라디오 DJ
- 《이소라의 밤의 디스크 쇼》(1997년 4월 7일~1998년 10월 12일)
- 《FM 정오의 희망곡 이소라입니다》(1998년 12월 21일~1999년 1월 10일)
- 《이소라의 음악 도시》(2001년 4월 9일~2006년 4월 23일)
- 《이소라의 오후의 발견》(2008년 4월 7일~2009년 4월 19일)
- 《이소라의 메모리즈》(2013년 4월 8일~12월 22일)[1]

### TV
- KBS 2TV 《이소라의 프로포즈》(1996년 10월 19일~2002년 3월 30일)
- KBS 2TV 《사랑도 리필이 되나요?》(2005년 11월 7일~2006년 2월 16일 중도 하차[2])
- MBC 《우리들의 일밤 - 나는 가수다》(2011년 3월 6일~2011년 6월 12일)
- KBS Joy 《이소라의 두 번째 프로포즈》(2011년 4월 26일~2012년 8월 7일)
- SBS 《판타스틱 듀오 2》(2017년 3월 26일~2017년 12월 17일)
- JTBC 《비긴어게인》(2017년 6월 25일~2017년 9월 10일)
- JTBC 《히든싱어 6》(2020년 10월 30일)